# Multiplex (мережа кінотеатрів)
Multiplex cinema або Мультиплекс сінема (ПАТ «Мультіплекс-Холдинг») — найбільша мережа багатозальних кінотеатрів України, заснована у 2004 році. Станом на 2018 рік кінотеатральна мережа компанії включає 129 екранів у 23-ох кінотеатрах (плюс 15 екранів на тимчасово окупованих територіях) у таких містах, як Київ, Кривий Ріг, Миколаїв, Черкаси, Хмельницький, Житомир, Херсон, Чернігів тощо. Всі кінотеатри розташовані в торгових центрах.
У 2008 році за ініціативою тодішнього гендиректора кіномережі Антона Пугача мережа кінотеатрів «Мультиплекс» організувала протест проти наказу Міністерства культури про обов'язковий дубляж українською іншомовних кінопрокатних фільмів. Більшість кінотеатрів, які підтримали страйк, були розташовані на сході України — в Донецьку, Дніпрі, Запоріжжі, Кривому Розі, Маріуполі й Харкові.. Багато видань сприйняли такі дії як «українофобські».
У 2016 році, на 13 році існування компанії, сайт кіномережі Multiplex повністю перероблено, завдяки чому була додана україномовна версія сайту. До цього сайт компанії мав лише російськомовну версію.

## Історія
Мережа MULTIPLEX була створена у 2003 році. У період з 2003 по 2007 рік проводився аналіз, вивчення ринку кінопрокату та проєктування кінотеатрів.
Засновником та першим директором мережі кінотеатрів став Антон Пугач. Він займався питаннями дизайну кінотеатрів, а також став автором ідеї — називати зали іменами режисерів.
- Січень 2007 року — відкрито перший MULTIPLEX у Миколаєві.
- Травень 2007 року — відкрито MULTIPLEX у ТРЦ «Комод» у Києві.
- Грудень 2007 року — відкрито MULTIPLEX у ТРЦ «Victory Plaza» у Кривому Розі.
- У 2008 році — відкрито MULTIPLEX у ТРЦ «Блокбастер» у Києві.
- У 2009 році після виходу культового фільму «Аватар» почалося часткове переобладнання частини залів для технології 3D.
- У 2011 році кінотеатрам була запропонована податкова пільга по ПДВ: фільми дубльовані і субтитровані українською мовою, не обкладалися ПДВ у продажу квитків. Державна пільга дозволила розширити мережу MULTIPLEX.
- 2013 рік став роком прориву, за рік було відкрито 5 кінотеатрів.
- З 2014 року кожен новий кінотеатр має унікальний дизайн (раніше за концепцією перші кінотеатри оформлювалися в одному стилі). Також відбулося переобладнання кінотеатрів — плівкове обладнання замінили на цифрове. Частину старого обладнання подарували музеям.
- У 2014 році — відрито 2 кінотеатри.
- У 2014—2015 роках проведені роботи по заміні сайту, впроваджено мобільний додаток, вдосконалено сервіс з продажу.
- 2016 році відкрито ще 5 кінотеатрів та подолано рубіж у 100 залів.
- У 2016 році мережа перейшла на нове програмне забезпечення. Для управління кінотеатрами почали використовувати програму Vista — це найбільша інтеграційна система з продажу квитків з аналітичними функціями. Нове програмне забезпечення — продукт новозеландської компанії, що займає 35 % ринку в світі в своїй галузі. Vista містить комплекс, який об'єднує онлайн і оффлайн продаж квитків, обслуговування та продаж бару та може надати розгорнуту аналітику по кожному кінотеатру, фільму.
- У 2016 році, на 13 році існування компанії, сайт кіномережі Multiplex повністю перероблено, завдяки чому була додана україномовна версія сайту.[13] До цього сайт компанії мав виключно російськомовну версію.
- У 2017 році почалося впровадження TMS (Theatre Management System) — системи управління кінотеатром з єдиного центру. Система дозволяє мінімізувати участь людини в управлінні процесом. Управління всіма залами відбуватиметься з центрального офісу. В кінотеатрах залишиться тільки обслуговчий персонал та інженери технічної підтримки.
- У листопаді 2018 Антон Пугач вийшов зі складу акціонерів компанії, й також був звільнений з посади голови наглядової ради «Мультиплекс-холдингу»; до цього починаючи з 2003 року Пугач вісім років, до 2011, пропрацював в Multiplex в ролі партнера-керівника та ще сім — на посаді голови наглядової ради. Новим главою наглядової ради Multiplex став співвласник компанії Володимир Трофименко.[14][15] Також було прийнято рішення припинити повноваження членів наглядової ради Ігоря Князєва та Ігоря Марненко — Замість них до складу ради увійшли засновник і партнер-керівник компанії Baker Tilly в Україні Олександр Почкун і партнер-керівник інноваційного парку UNIT.City Максим Бахматов. Також у листопаді 2018 року замість Інни Янакаєвої головним виконавчим директором компанії став громадянин Росії Віталій Писаренко.[4][16][17]
- У березні 2019 року стало відомо що вже певний час компанією MMD UA володіє кінотеатральна мережа Multiplex.[18]
- У листопаді 2019 року замість Віталія Писаренка на посаду CEO було призначено Романа Романчука.[3][17]

## Кінотеатри
Київ
- Мультиплекс в ТЦ Retroville.[19] Кількість екранів: 9. Відкрито 19 серпня 2020 року.
- Мультиплекс в «ЦУМ». Кількість екранів: 5 Відкрито 11 листопада 2019.
- Мультиплекс в ТЦ «Караван». Кількість екранів: 5. Відкрито у 2014 році (кінотеатр перейшов у Multiplex з мережі кінотеатрів Одеса-Кіно).
- Мультиплекс в ТЦ «Комод». Кількість екранів: 4. Відкрито у 2007 році.
- Мультиплекс в ТЦ «Проспект». Кількість екранів: 7. Відкрито у 2014 році.
- Мультиплекс в ТЦ «Атмосфера». Кількість екранів: 5. Відкрито у 2015 році.
- Мультиплекс в ТЦ «Lavina». Кількість екранів: 13.[20] Відкрито у 2016 році. У квітні 2019 закінчилася реконструкція, у ході якої було додано перший в Україні зал «IMAX with Laser».[21]
- Київ: Мультиплекс в ТЦ «Respublika Park». Кількість екранів: 14. Відкрито у 2021 році.

Дніпро
- Мультиплекс в ТЦ «Караван». Кількість екранів: 7. Відкрито у 2014 році.
- Мультиплекс IMAX у ТЦ «Dafi». Кількість екранів: 6 (5 звичайних і 1 IMAX). Відкрито у 2016 році (кінотеатр перейшов у Multiplex з мережі кінотеатрів Одеса-Кіно).

Миколаїв
- Мультиплекс в ТЦ «Сіті Центр»[22]. Кількість екранів: 4. Відкрито у 2006 році.

Харків
- Мультиплекс у ТЦ «Dafi»[23]. Кількість екранів: 7. Відкрито 26 травня 2016 року (кінотеатр перейшов у Multiplex з мережі кінотеатрів Kronverk Cinema).
- Мультиплекс в ТЦ «Nikolsky»[24]. Відкрито у 2021 році.

Хмельницький
- Мультиплекс в ТЦ «Оазис»[25]. Кількість екранів: 4. Відкрито у 2010 році.

Житомир 
- Мультиплекс в ТЦ «Глобал UA»[26]. Кількість екранів: 5. Відкрито у 2012 році.

Кривий Ріг
- Мультиплекс в ТЦ «Вікторі Плаза»[27]. Кількість екранів: 4. Відкрито у 2007 році.

Чернігів
- Мультиплекс в ТЦ «Hollywood».[28] Кількість екранів: 6. Відкрито у вересні 2015 року.

Львів
- Мультиплекс в ТЦ «Victoria Gardens». Кількість екранів: 6. Відкрито 25 грудня 2016 року.
- Мультиплекс в ТСРЦ «Spartac».

Полтава
- Мультиплекс в ТЦ «Екватор». Кількість екранів: 6. Відкрито у листопаді 2016 року.

Луцьк
- Мультиплекс у РЦ «Промінь». Кількість екранів: 5. Відкрито 24 серпня 2017 року.[29]

Черкаси
- Мультиплекс в ТЦ «Дніпро Плаза»[30]. Кількість екранів: 4. Відкрито у 2009 році.
- Мультиплекс в ТЦ «Любава»[31]. Кількість екранів: 4. Відкрито у 2013 році.

Одеса
- Мультиплекс в ТЦ «Gagarin Plaza»[32]. Кількість екранів: 8. Відкрито в березні 2019 року.
- Мультиплекс в ТРЦ «Riviera»[33]. Кількість екранів: 9.  Відкрито 11 вересня 2019 року.

Ужгород
- Мультиплекс в ТРЦ «PANNONIA». Кількість екранів: 4. Відкрито 1 грудня 2023 року.

### Колишні члени мережі Multiplex
Київ
- Мультиплекс в ТЦ «Блокбастер»[34]. Кількість екранів: 12. Відкрито 2008 року, переїхав у ТЦ SkyMall у 2015 році.
- Мультиплекс в ТЦ «SkyMall». Кількість екранів: 10. Відкрито у 2015 році[35] (кінотеатр перейшов у Multiplex з мережі кінотеатрів Kronverk Cinema). Закрито у 2020 році без пояснення причини.

Черкаси
- Кінотеатр «Салют». Кількість екранів: 2. Відкрито у 2009 році. Припинив існування у березні 2013 року[36][37].

Рівне
- Кіноцентр «ЕРА». Кількість екранів: 2. Відкрито у 2010 році. Припинив існування у травні 2018 року.[38][39][40]

Запоріжжя
- Мультиплекс в ТЦ «Аврора». Кількість екранів: 3. Відкрито у 2013 році. Ймовірно, закритий через повномасштабне вторгнення.

Херсон
- Мультиплекс в ТЦ «Fabrika»[41]. Кількість екранів: 6. Відкрито у 2012 році. Знищений російською армією у 2022 році.

Маріуполь
- Мультиплекс в ТЦ «ПортCity». Кількість екранів: 4. Відкрито у 2013 році. Знищений російською армією у 2022 році.

Кривий Ріг
- Мультиплекс в ТЦ «Union»[42]. Кількість екранів: 4. Відкрито у 2017 році (кінотеатр перейшов у Multiplex з мережі кінотеатрів Одеса-Кіно).

Донецьк
- Мультиплекс в ТЦ «Донецьк Сіті»[43]. Кількість екранів: 8. Відкрито у 2006 році (за непідтвердженою інформацією, станом на 2015 не функціонує[джерело?])
- Мультиплекс в ТЦ «Золоте кільце»[44]. Кількість екранів: 2. Відкрито у 2007 році (за непідтвердженою інформацією, станом на 2015 не функціонує[джерело?])

Сімферополь
- Мультиплекс в ТЦ «Меганом». Кількість екранів: 5. Відкрито у 2013 році (за непідтвердженою інформацією, станом на 2015 не функціонує[джерело?]

### Планується відкриття кінотеатрів
- Чернівці: Мультиплекс в ТРЦ «Bukovyna Mall». Площа кінотеатру: 2000 кв.м. Відкриття заплановане на листопад 2025 року.[45]

## Франчайзинг
Multiplex також працює по франшизі й має три франчайзингових кінотеатри. По франчайзингу працюють кінотеатр у Луцьку (кіноконцертний комплекс «Промінь», 3 зали, 700 місць), відкритий у 2017 році, та 2 кінотеатри мережі в Черкасах, відкриті у 2012 та 2013 роках.

## Соціальна відповідальність бізнесу
Серед соціальних проектів компанії — безкоштовні покази фільмів для різних благодійних організацій та НДО, зокрема, реабілітаційного центру «Перемога», БО «Берегиня», Олімпійського коледжу для дітей-сиріт, організації «Батьки проти наркотиків» тощо.
У 2017 році компанія провела ряд безкоштовних показів фільму «Кіборги» для військових із зони АТО.

## Цікаві факти
Зал № 1 київського кінотеатру Мультиплекс, що з'явився 2008 року, було названо на честь грузинського митця Отара Іоселіані. Пізніше у Газеті 2000 з'явилася стаття, де Антона Пугача звинуватили у вшануванні русофоба.
|  | А щодо саме внутрішньоукраїнських справ, то корисно знати про джерела грузинської русофобії. Хоча би задля того, аби не зостатися у дурнях та не наступити на старі граблі. Оскільки якби Антон Пугач не жив ілюзіями та розумів глибинний зв'язок між грузинською політикою та мистецтвом, то можливо він би й не назвав зал свого кінотеатру на честь Отара Іоселіані, адже ж смішно з одного боку боротися за російську мову, а з другого вшановувати русофоба. - А. Попов Оригінальний текст (рос.) [А вот что касается собственно внутриукраинских дел, то знать об истоках грузинской русофобии полезно. Хотя бы для того, чтобы не оказаться в дураках и не наступить на старые грабли. Ведь не живи Антон Пугач иллюзиями и понимай глубокую взаимосвязь между грузинской политикой и грузинским искусством, то может, и не называл бы он в честь Отара Иоселиани один из залов нового мегаплекса, ибо смешно одной рукой бороться за русский язык в кинопрокате, другой увековечивая русофоба. - А. Попов] Помилка: {{Lang}}: текст вже має курсивний шрифт (допомога) |

У 2016-2017 роках мережа провела кілька трансляцій кіберспортивних турнірів гри Dota 2.

## Власники
До 2018 року співвласником кінотеатральної мережі Multiplex був її засновник Антон Пугач. Хоча у системі розкриття інформації про власників ЄДРПОУ для ПрАТ «Мультіплекс-Холдинг» та ТОВ «М-Кіно» вказані різні фізичні та юридичні особи, вважається, що мережею володіють брати Вадим та Володимир Трофименки.
Офіційна структура власності ПрАТ «Мультіплекс-Холдинг» станом на 2019 рік є наступною:
| Акціонер          | Кількість акцій (TRY) | Частка у капіталі |
| Віталій Писаренко | 86,000,000            | 100 %             |
| Загалом           | 86,000,000            | 100 %             |

Офіційна структура власності ТОВ «М-Кіно» станом на 2019 рік є наступною:
| Акціонер          | Кількість акцій (TRY) | Частка у капіталі |
| Едуард Максименко | 89,000                | 89 %              |
| ТОВ ККА Контадор  | 11,000                | 11 %              |
| Загалом           | 100,000               | 100 %             |

## Скандали

### Протест проти впровадження українського дубляжу (2006)
Мережа Мультиплекс відома своїм упередженим ставленням до української мови та тим, що співзасновник, співвласник та голова спостережної ради, Антон Пугач, має антиукраїнські та українофобські погляди та у 2006 році був одним з найзапекліших противників впровадження обов'язкового українського дублювання в кінотеатрах України. Зокрема, у 2008 незабаром після впровадження обов'язкового українського озвучення іншомовних фільмів в українських кінотеатрах, за наказом Антона Пугача, кінотеатри мережі «Мультиплекс» організували протест з метою повернення російського дубляжу в українські кінотеатри. Так за ініціативи Пугача кінотеатри мережі «Мультиплекс» та інші кінотеатри (загалом 31 кінотеатр з загальною кількістю 60 залів) з таких міст України як Київ, Дніпро, Донецьк, Харків, Луганськ, Маріуполь, Запоріжжя, Миколаїв, Кривий Ріг, Бердянськ та інші мали організувати загальний локаут на знак протесту проти «примусового наказа Мінкульту дублювати іншомовні стрічки українською».. Пізніше, у 2010 після скасування обов'язкового дублювання іноземних фільмів українською та дозволом дублювання їх російською, співвласник мережі Пугач виразив своє обурення нормою закону яка зобов'язувала виконувати дублювання навіть російською мовою виключно на території України. Пізніше журналісти українських ЗМІ повідомляли про численні випадки порушень закону кінотеатрами мережі та про систематичний показ ними іноземних фільмів з російським дубляжем.